# Evangelische Kirche Villingen (Hungen)

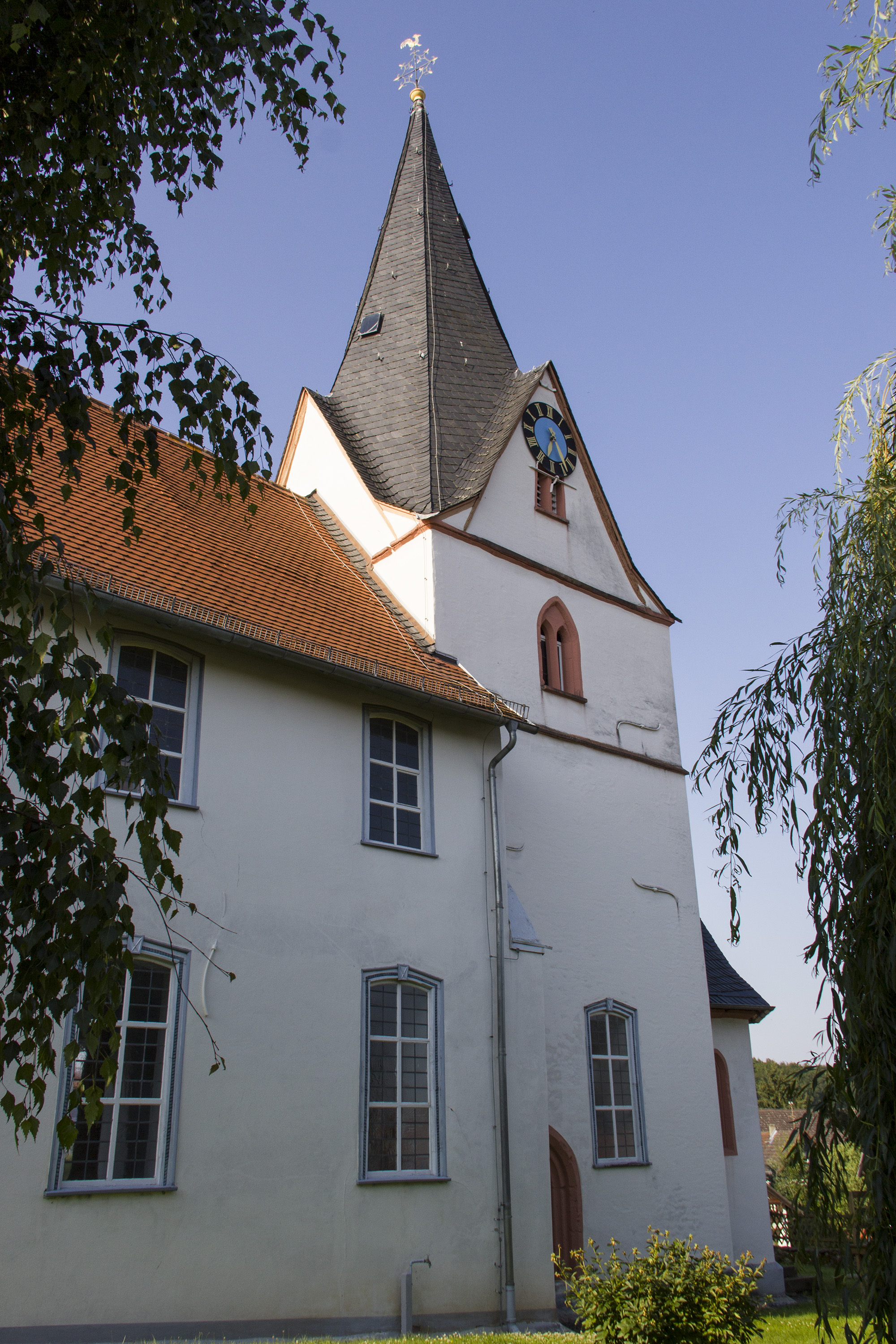
Kirche von Süden

Die Evangelische Kirche in Villingen, einem Stadtteil von Hungen im Landkreis Gießen (Hessen), besteht aus drei Baukörpern, einem quadratischen Chorturm aus dem 13. Jahrhundert, einem polygonalen Chorabschluss im Osten aus dem 14. Jahrhundert und dem rechteckigen Langschiff aus der Spätgotik mit einer Fachwerkaufstockung von 1696/97. Die Kirche ist ortsbildprägend und hessisches Kulturdenkmal.
Die Kirchengemeinde gehört zum Dekanat Gießener Land in der Propstei Oberhessen der Evangelischen Kirche in Hessen und Nassau.

## Geschichte

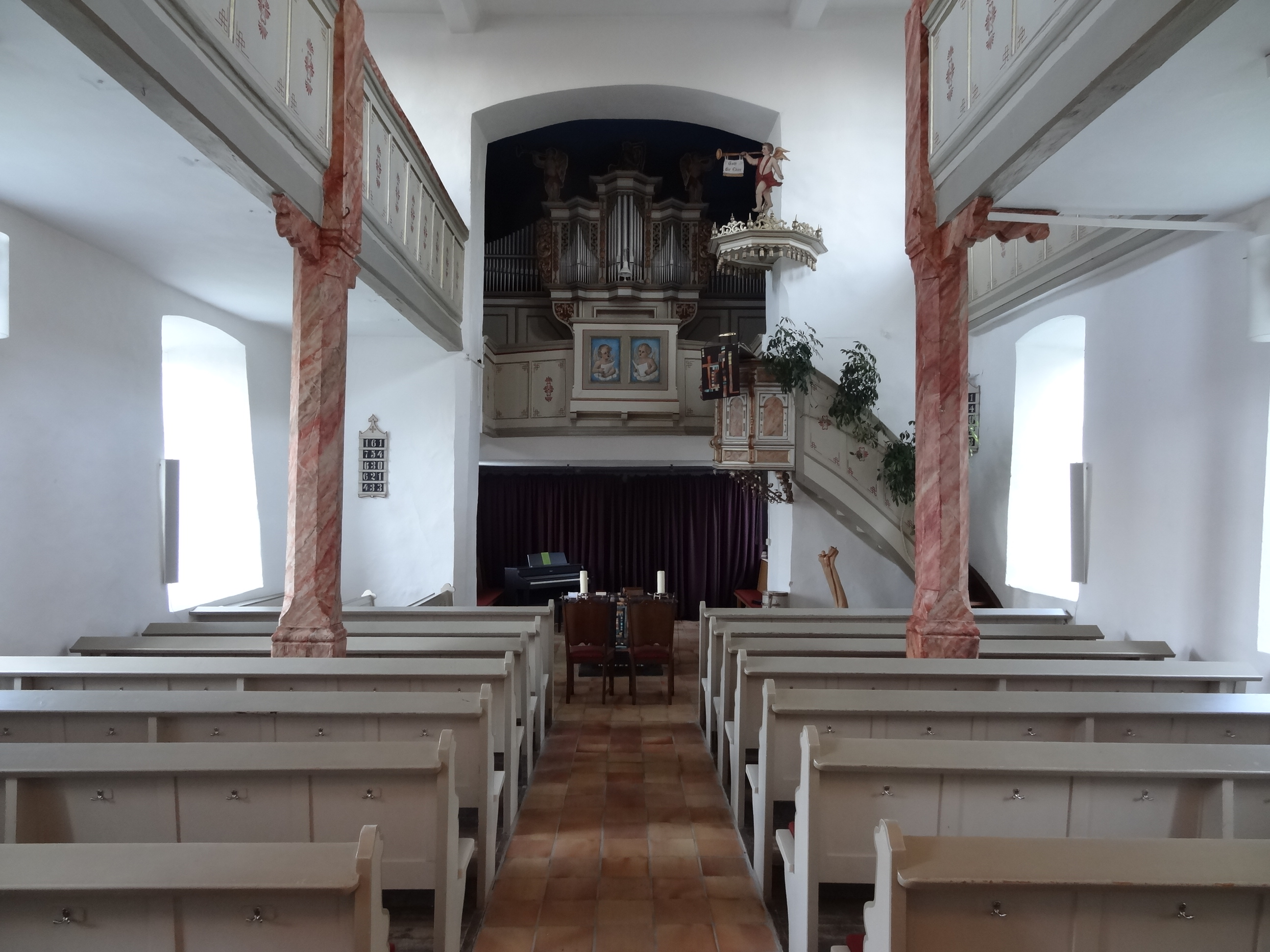
Blick nach Osten

Kirche und Turm mit halbrunder Ostapsis wurden im 13. Jahrhundert errichtet. Das Gotteshaus war vermutlich der hl. Margareta geweiht. Hierauf weisen die Villinger Chronik aus dem 17. Jahrhundert, die das Kirchweihfest mit dem Margaretentag verbindet, und die Margaretenglocke von 1505. Die Apsis wurde in der ersten Hälfte des 14. Jahrhunderts durch einen polygonalen Chor ersetzt. Im ausgehenden Mittelalter gehörte Villingen in kirchlicher Hinsicht im Dekanat Friedberg zum Archidiakonat St. Maria ad Gradus in der Erzdiözese Mainz im Sendbezirk Hungen. Im Jahr 1402 ist für den untergegangenen Ort Meßfelden (Maßfelden) ein Pfarrer nachgewiesen, der in Meßfelden oder Villingen seinen Pfarrsitz hatte. Vermutlich übte bis 1420 Hungen das Patronatsrecht aus, anschließend das Marienstift in Lich, dem Villingen 1486 inkorporiert zu sein scheint. Für Villingen ist 1435 ein Pleban genannt und für das Jahr 1504 eine eigene Pfarrei. Dass die Kirche ursprünglich Filial von Hungen war, ist bisher unbewiesen. Sie gehörte zeitweise aber zum Kirchspiel Hungen. Mit Einführung der Reformation wechselte Villingen zum protestantischen Bekenntnis und war seit dieser Zeit mit Nonnenroth pfarramtlich verbunden. Als erster evangelischer Pfarrer wirkte hier Valentin Rabe bis 1579. Unter Graf Konrad von Solms-Braunfels wurde 1582 auf der Hungener Synode ein Wechsel zum reformierten Bekenntnis beschlossen und noch im selben Jahr in Villingen eingeführt.
Im Jahr 1696/97 wurde das Schiff nach dem Vorbild der Stadtkirche in Hungen in eine Predigtkirche umgebaut, indem ein Obergeschoss aus Fachwerk aufgestockt und innen Emporen eingebaut wurden. Im Zuge des Einbaus einer Turmempore für die neue Orgel wurde der Triumphbogen entfernt und der bisher offene Durchgang zum Chor als Tür gestaltet. Der westliche Fachwerkvorbau für die Emporenaufgänge wurde 1785 anstelle des Innenaufgangs von 1696 geschaffen. Zudem erhielten  die unteren Geschosse von Schiff und Turm Fenster mit Stichbogen wie das Obergeschoss des Schiffs statt der ursprünglichen Spitzbogenfenster. Das östliche Chorfenster wurde in eine Tür umgewandelt. Seitdem dient der Chor als Vorraum. Im Jahr 1788 erhielt Daniel Hisgen 90 Gulden für Malereien und Vergoldungen. Ein Blitzeinschlag am 31. Juli 1870, dem Lehrer Rappold und ein Schulknabe zum Opfer fielen, führte zu starken Beschädigungen des Turmhelms, des Pfarrstuhls und des Mauerwerks. Infolgedessen wurde der Turmhelm noch im selben Jahr erneuert.
Risse im Mauerwerk des Turms wurden 1890 und 1966 ausgebessert. Im Jahr 1967 erfolgte eine Außen-, 1968 eine Innenrenovierung.

## Architektur

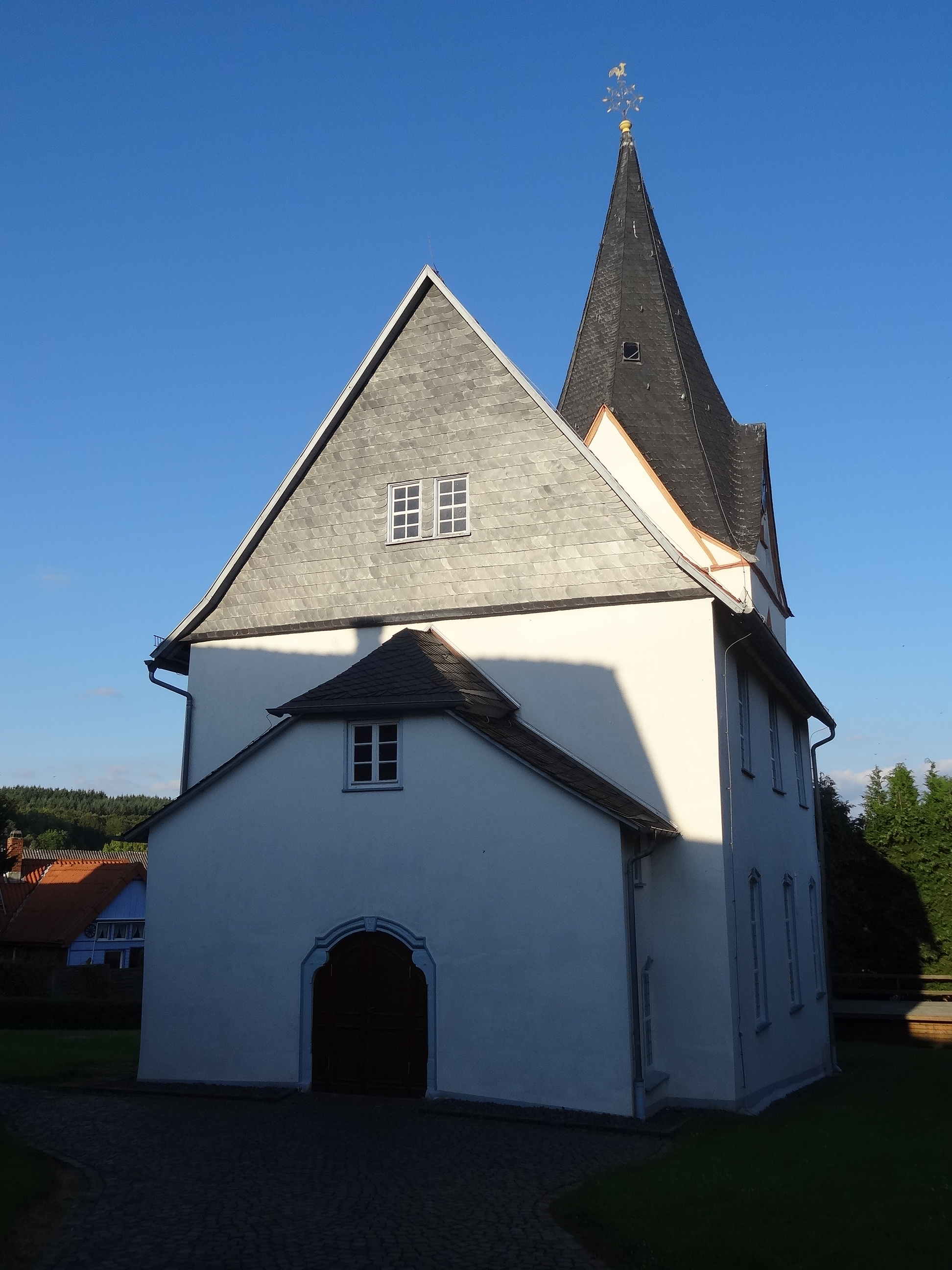
Kirche von Westen

Die geostete Kirche liegt inmitten eines ummauerten Friedhofs im südlichen Dorfzentrum. Älteste Teile sind der Chorturm und das massiv aufgemauerte Untergeschoss des Langschiffs. Die wiederentdeckte Priesterpforte in der südlichen Turmmauer und die Form der Schallarkaden im früheren Glockengeschoss weisen auf das späte 13. Jahrhundert. Der steinerne Turmschaft auf quadratischem Grundriss wird durch ein Gesims in zwei unterschiedliche hohe Geschosse gegliedert. Der untere Teil hat an der Nord- und Südseite je ein Fenster und das rundbogige Südportal. Das niedrige Obergeschoss (Glockengeschoss) hat an jeder Seite gekuppelte Spitzbogenfenster, über denen sich steinerne Dreiecksgiebel mit je einem gekuppelten Fenster erheben. Die Giebel leiten zum achtseitigen Spitzhelm über, der von Turmknopf, Kreuz und Wetterhahn bekrönt wird. Im Inneren verbindet statt des ursprünglichen spitzbogigen Triumphbogens eine hohe Öffnung mit Stichbogen das Kirchenschiff mit dem Altarraum.
Der kleine, eingezogene Fünfachtelschluss stammt aus der ersten Hälfte des 14. Jahrhunderts. Turm und Chor sind architektonisch durch die Marburger Elisabethkirche und die Arnsburger Bauhütte beeinflusst. Ursprünglich waren vier unregelmäßige Spitzbogenfenster eingelassen und waren Chor und Turmraum überwölbt. Darauf weisen die Reste der Strebepfeiler zwischen Turm und Kirchenschiff, die den Schub der Gewölbe ableiteten. Seit 1785 wird der Chor durch die östliche Tür mit Holzgewände erschlossen. Vier asymmetrische Fenster belichten den Raum.
Das steinerne Untergeschoss des Schiffs aus mittelalterlicher Zeit und das Fachwerkobergeschoss sind weiß verputzt. Das westliche Giebeldreieck ist verschiefert. Ein schmaler, eingezogener Vorbau mit abgewalmtem Dach reicht bis an die Höhe des Giebeldreiecks. Der Innenraum wird durch Fenster mit Stichbögen entsprechend den Emporen in zwei Ebenen belichtet, wobei die oberen Fenster mit Holzgewänden den unteren Steinfenstern nachgebildet sind. Der alte Westeingang mit Korbbogen hat ein gotisches Steingewände. Seit 1785 bildet der eingezogene Westanbau mit Schopfwalmdach den Haupteingang, dessen Treppenaufgang zu den Emporen führen.
Der Kirchenraum ist eine flachgedeckte dreischiffige Emporenhalle mit einheitlicher Deckenhöhe.

## Ausstattung

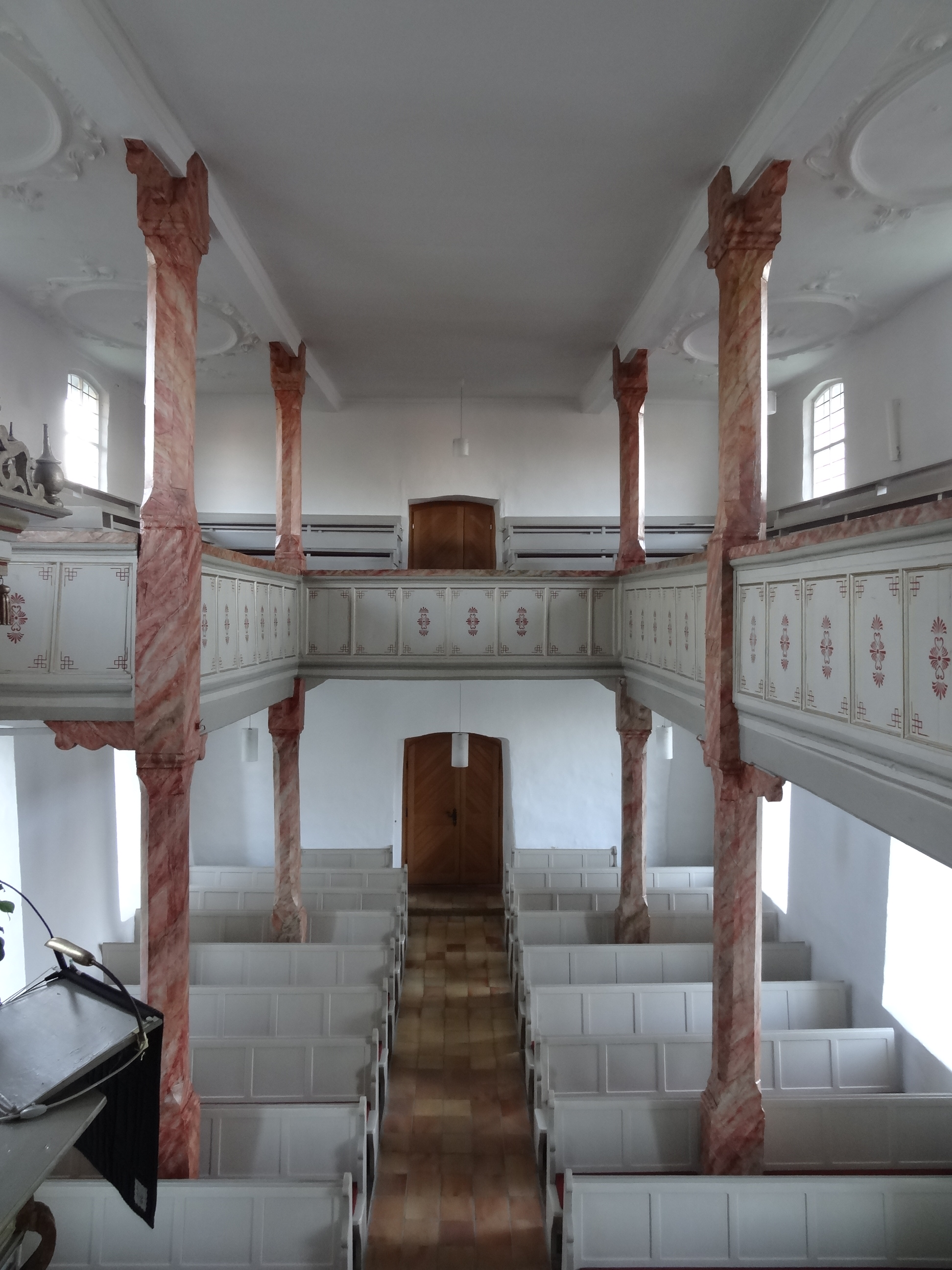
Blick nach Westen

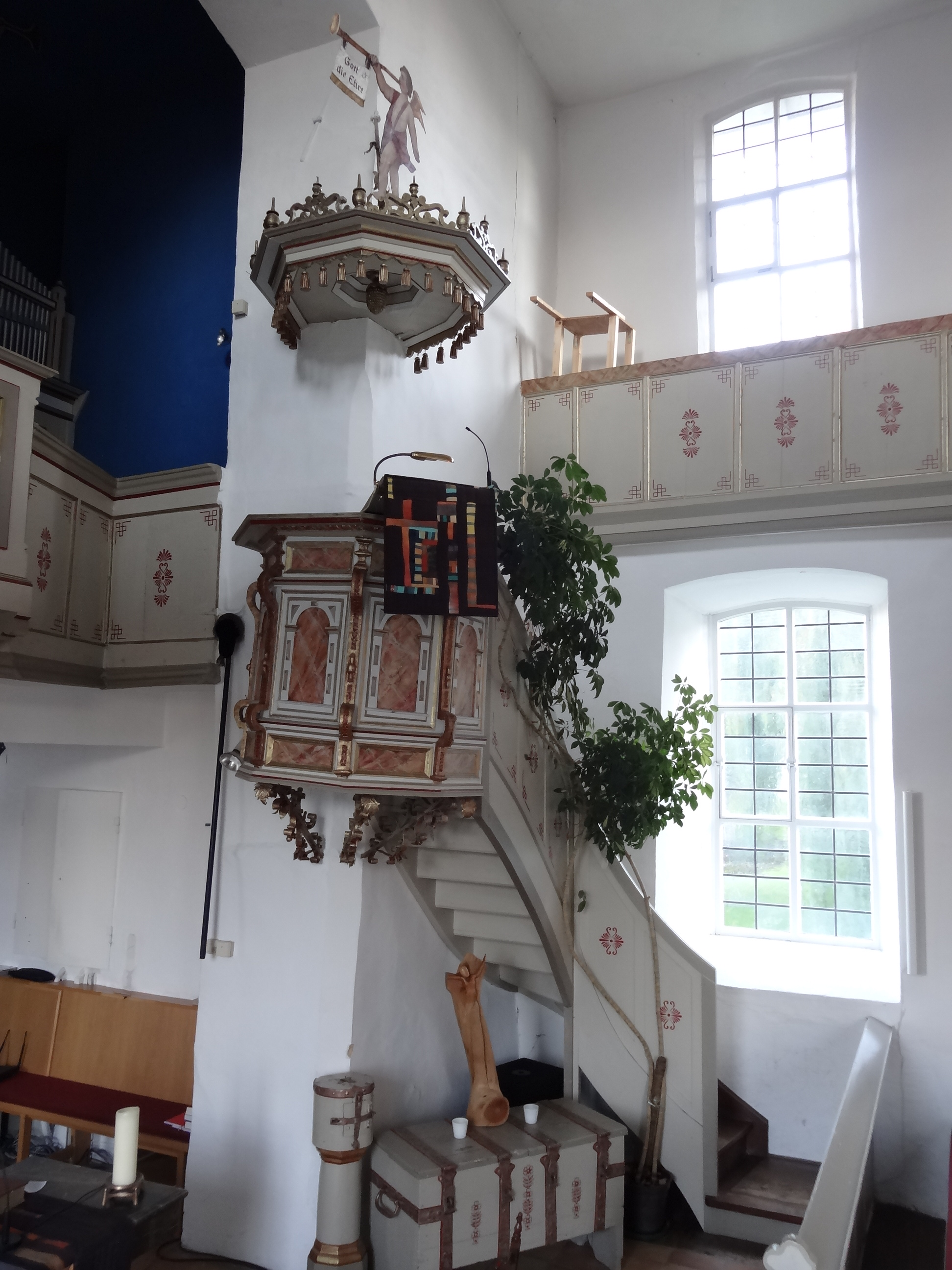
Kanzel

Der Innenraum des Schiffs wird von einer flachen Decke mit zwei Längsunterzügen abgeschlossen. Diese ruhen auf achteckigen, marmorierten Holzpfosten, die die dreiseitig umlaufende Empore mit einbeziehen. Die weißen Füllungen der Emporenbrüstungen haben rote Ornamente und goldfarbene Profilleisten. Die mittlere Nordstütze ist mit einer Inschrift versehen: „ANNO 1696 DEN 16. TAG JVNI“. Die Reste der spätbarocken Stuckdecke sind über den Emporen erhalten.
Die hölzerne, polygonale Kanzel aus dem späten 17. Jahrhundert besteht aus Kanzelaufgang und -korb sowie Schalldeckel. Die Kanzelfelder haben in der Mitte Rundbögen, oben und unten querrechteckige Füllungen mit vergoldeten Profilen. Der Kanzeldeckel weist unten vergoldete Kordeln und oben vergoldetes Rankenwerk mit Spitzen auf. Den Abschluss bildet ein flachgeschnitzter, Posaune blasender Engel mit den Worten „Gott die Ehre“. Der Altar aus grauem, gelb-weiß-geädertem Oberbieler Marmor ähnelt dem in der Nonnenrother Kirche und steht auf einem geschweiften Stipes von 1827. Die profilierte Mensa wurde 1785 geschaffen.
In der Südseite des Chors ist eine spitzbogige Piscina eingelassen und in der Nordwand eine Sakramentsnische mit einer Holztür, die mit der Jahreszahl 1550 bezeichnet ist und die Namen „Musch, Schultes“ trägt. Dieser Musch wurde auch Münch genannt und war Schultheiß in Villingen, als die Reformation eingeführt wurde. In der ehemaligen Priesterpforte ist der Werkstein einer Sakramentsnische angebracht, ein giebelförmiger Wimperg mit Fialen. Eine eisenbeschlagene Holztruhe von 0,50 × 1,13 Meter ist mit Fuß 0,75 Meter hoch. Sie diente der Aufbewahrung bedeutender Dokumente. Daneben steht der alte Opferstock auf achteckigem Fuß.

## Orgel

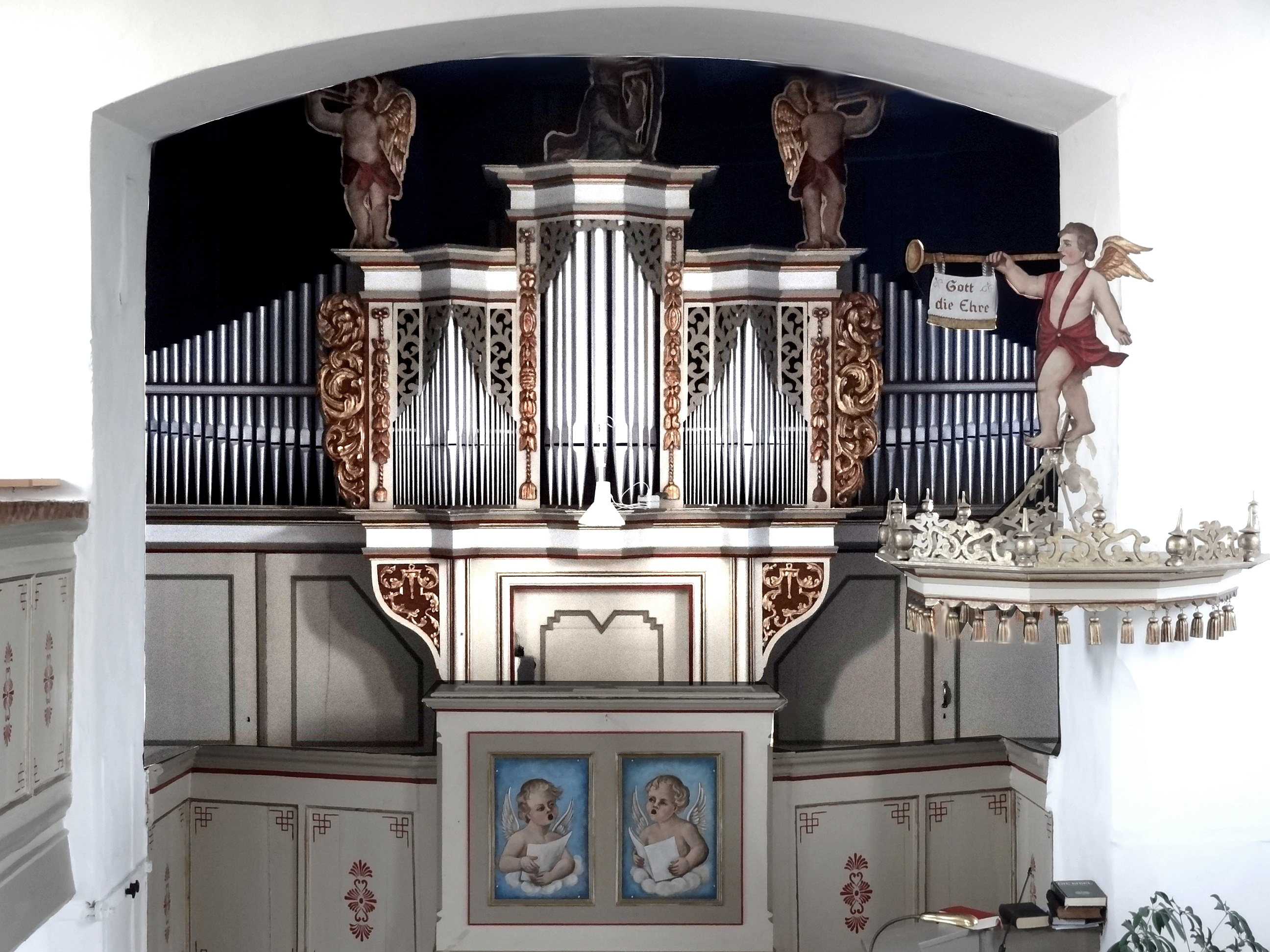
Barocker Orgelprospekt vor der Orgel von 1904

Ein nicht datiertes Dokument aus dem Archiv Solms-Braunfels berichtet von einer hölzernen Orgel, die für einen Neubau verkauft werden sollte. Im Jahr 1740 wurde ein neues Instrument angeschafft, dessen Erbauer unbekannt ist, das aber Ähnlichkeiten mit den Orgeln der Orgelbauerfamilie Dreuth aufweist. Der trapezförmige Mittelturm wird von zwei Spitztürmen flankiert, die aus Flachfeldern hervortreten. Das Schleierwerk, das die Pfeifenfelder nach oben abschließt, besteht aus flachgeschnitztem, durchbrochenem Rankenwerk. Die Seitenflügel haben vergoldetes Rankenwerk mit Voluten. An den vier Lisenen sind Kordeln mit Knospen und Fruchtgehänge, unterhalb der Pfeifenfelder ein durchlaufendes, profiliertes Kranzgesims mit Architrav, Fries und Kronleiste angebracht. Das obere Kranzgesims in gleicher Bauweise wird durch den Mittelturm unterbrochen. Geschwungene Konsolen vermitteln zwischen dem schmaleren Untergehäuse und dem breiteren Oberteil. Das Gehäuse wird von zwei flachgeschnitzten Posaunenengeln bekrönt, in derselben Machart wie auf dem Kanzeldeckel. Auf dem Mittelturm spielt König David die Harfe. Die Emporenbrüstung zeigt zwei  Bilder des 20. Jahrhunderts mit singenden Engeln im Stil des Barock.
Hinter dem barocken Gehäuse baute die Firma Förster & Nicolaus Orgelbau im Jahr 1904 eine neue Orgel, die die gesamte Breite des Bogens einnimmt. In der Orgelempore wurde ein rechteckiger Kasten für den Spieltisch eingebaut, dessen Füllungen zwei singende Engel zeigen. Der Prospekt ist seitdem eine stumme Fassade. Das Werk mit pneumatischen Kegelladen verfügt über zwölf Register auf zwei Manualen und Pedal und ist bis heute erhalten. Die Disposition lautet wie folgt:
| I Manual C–f3 |       |
| Principal     | 8′    |
| Bordon        | 8′    |
| Gamba         | 8′    |
| Flöte         | 8′    |
| Octave        | 4′    |
| Octave        | 2′    |
| Mixtur III    | 2 ⁄3′ |

| II Manual C–f3 |    |
| Liebl. Gedeckt | 8′ |
| Salicional     | 8′ |
| Flauto dolce   | 4′ |

| Pedal C–d1   |     |
| Subbaß       | 16′ |
| Prinzipalbaß | 8′  |

- Koppeln: II/I, I/P, II/P

## Geläut
Der Turm beherbergt ein Dreiergeläut im Te Deum-Motiv. Zu den zwei mittelalterlichen Glocken goss Dilman Schmid in Aßlar 1697 ein Schulglöckchen, das 1829 von den Gebr. Otto in Gießen umgegossen und von Ph. Bach und Söhne aus Windecken im Jahr 1861 erneut umgegossen wurde. 1917 musste diese Glocke abgeliefert werden und wurde eingeschmolzen. Als Ersatz wurde 1921 eine neue angeschafft, die im Zweiten Weltkrieg ebenfalls abgenommen und 1949 von den Gebr. Rincker neu gegossen wurde.
| Nr. | Name (Funktion) | Gussjahr | Gießer, Gussort                        | Durchmesser (mm) | Schlagton | Inschrift | Bild |
| 1   | Marienglocke    | 1513     | Meister Hans von Winterberg, Frankfurt | 1010             | a1        | „AVE MARIA GRACIA PLENA DNS TECUM MEISTER HANS ZU FRANCKFORT GOS MICH XVc XIII“ [Relief mit Kreuzigungsgruppe] |      |
| 2   | Margareta       | 1505     | unbezeichnet                           | 810              | c2        | „margareta bin ich genant denn ungeweder dun ich wederstant anno dm xvc v iar“                                 |      |
| 3   | Friedensglocke  | 1949     | Gebr. Rincker, Sinn                    | 740              | d2        | „Verleih uns Frieden gnädiglich / Herr Gott zu unseren Zeiten / Villingen im Jahre des Herrn 1949“             |      |